# Quercus disciformis
Quercus disciformis és una espècie de roure que pertany a la família de les fagàcies i està dins del subgènere Cyclobalanopsis, del gènere Quercus.

## Descripció
Quercus disciformis és un arbre de fins a 14 m d'alçada. Les branques són velutinoses, glabrescents. Pecíol d'uns 2 cm, rogenc tomentós quan és jove, glabrescent; les fulles de fins a 14 cm de llarg. en forma d'espasa oblonga a obovadoel·líptica, de 6-13 × 2,5-4 cm, subarrelada, glabrescent, base àmpliament cuneada a subarrodonida i sovint obliqües, estries de marge incrustades i poc aristades, l'àpex és acuminat a caudat; nervadura central abaxialment prominent però impressionada adaxialment; nervis secundaris a 11-13 a cada costat de la nervadura central, esveltes, evidents, corbes; els nervis terciaris abaxialment conspícues. Infructescències d'uns 5 mm. La cúpula és discoide, la vora és plana quan està madura, de 3-4 cm de diàmetre, cobrint la base de la gla, a l'exterior densament postrada de color marró grisenc tomentós, a l'interior amb un toment erecte de color marró ataronjat, amb una paret d'uns 4 mm de gruix; bràctees en 8-10 anells, marge denticulat però apical 2 o 3 sencers. Les glans són aplanades, 1,5-2 × d'uns 2 cm, l'àpex és aplanat; cicatriu d'uns 2 cm de diàmetre, deprimit; estil persistent, elevat, puberulent. Floreix entre març i abril i fructifica entre l'agost i desembre de l'any següent.

## Distribució i hàbitat
Quercus disciformis creix al sud de la Xina, concretament al sud-oest de les províncies de Guangdong, Guangxi, Guizhou, Hainan i Hunan, als boscos muntanyencs perennifolis de fulla ampla, entre els 200 i 1500 m.

## Taxonomia
Quercus disciformis va ser descrita per Chun i Tsiang i publicat a Journal of the Arnold Arboretum 28(3): 324–325. 1947.
Etimologia
Quercus: nom genèric del llatí que designava igualment al roure i a l'alzina.
disciformis: epítet llatí que vol dir en forma de disc.